# 昌迪加尔岩石花园

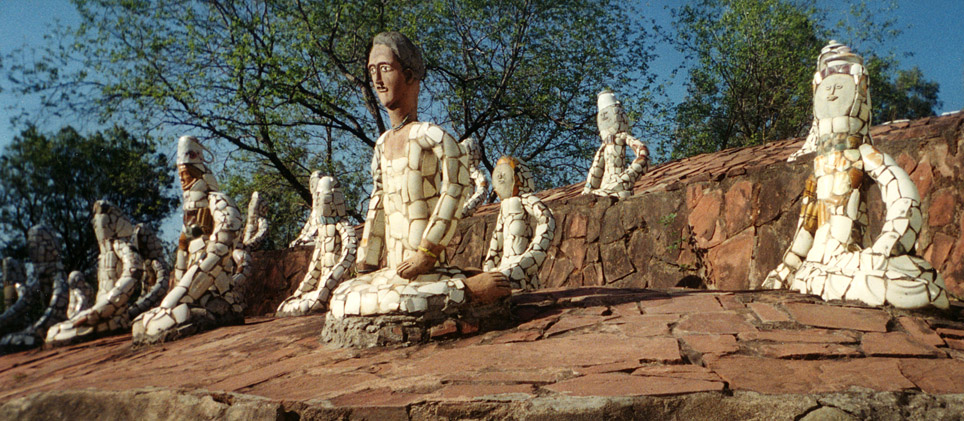

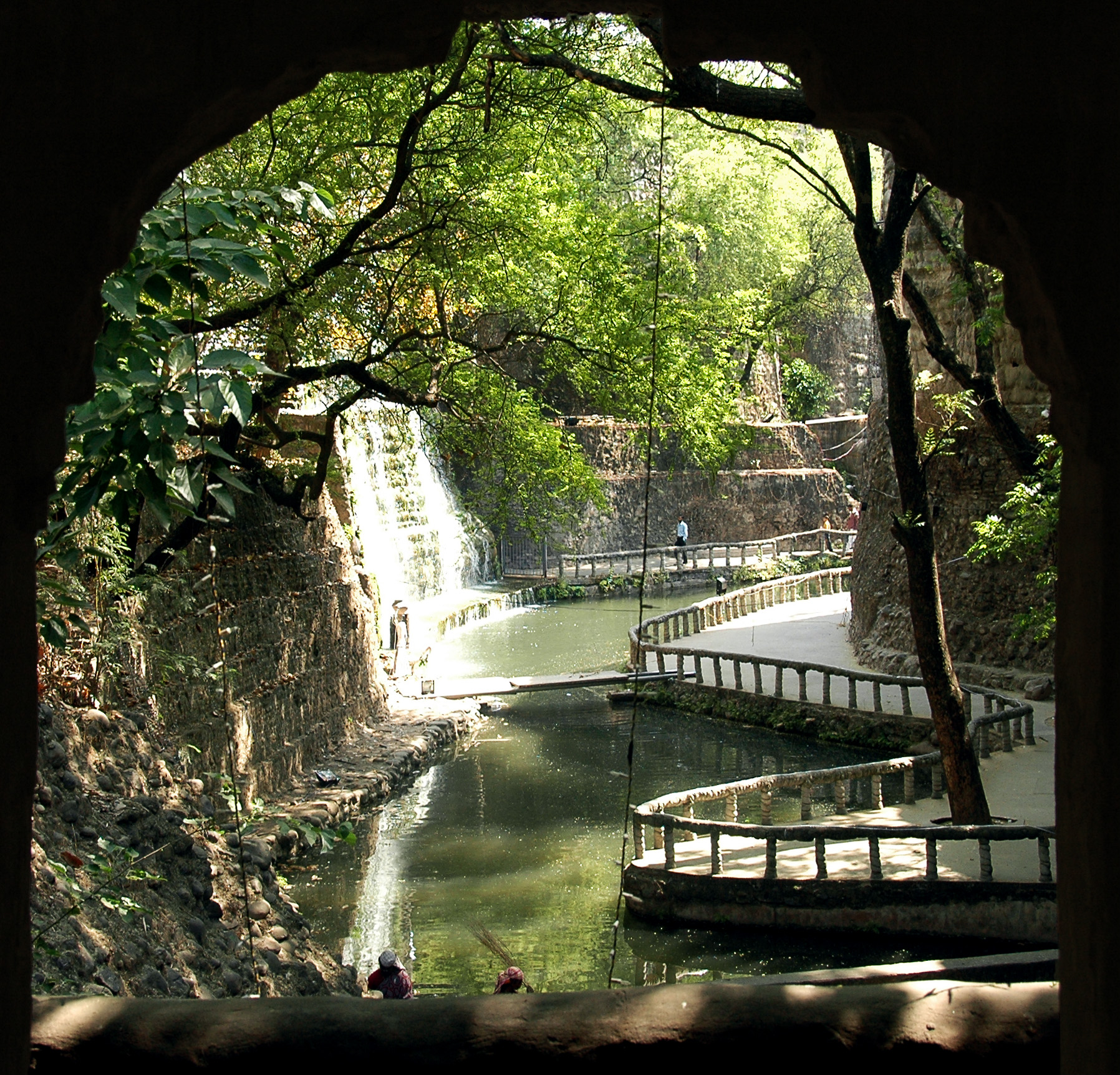

昌迪加尔岩石花园（Rock Garden of Chandigarh）是印度昌迪加尔的一个雕塑花园，又名内克·钱德岩石花园（Nek Chand's Rock Garden），以其创始人、一位政府官员内克·钱德·赛尼命名，在1957年的业余时间秘密地开始修建。它完全由工业、家庭垃圾和废弃物品建造。直到18年后（1975年）才被当局发现。当时已经占地12-英畝（4.9-公頃） 。今天，它占地40英畝（16公頃）。
岩石花园位于苏赫纳湖附近。
该花园每天接待5，000多人，自成立以来，游客超过 1200 万人次。

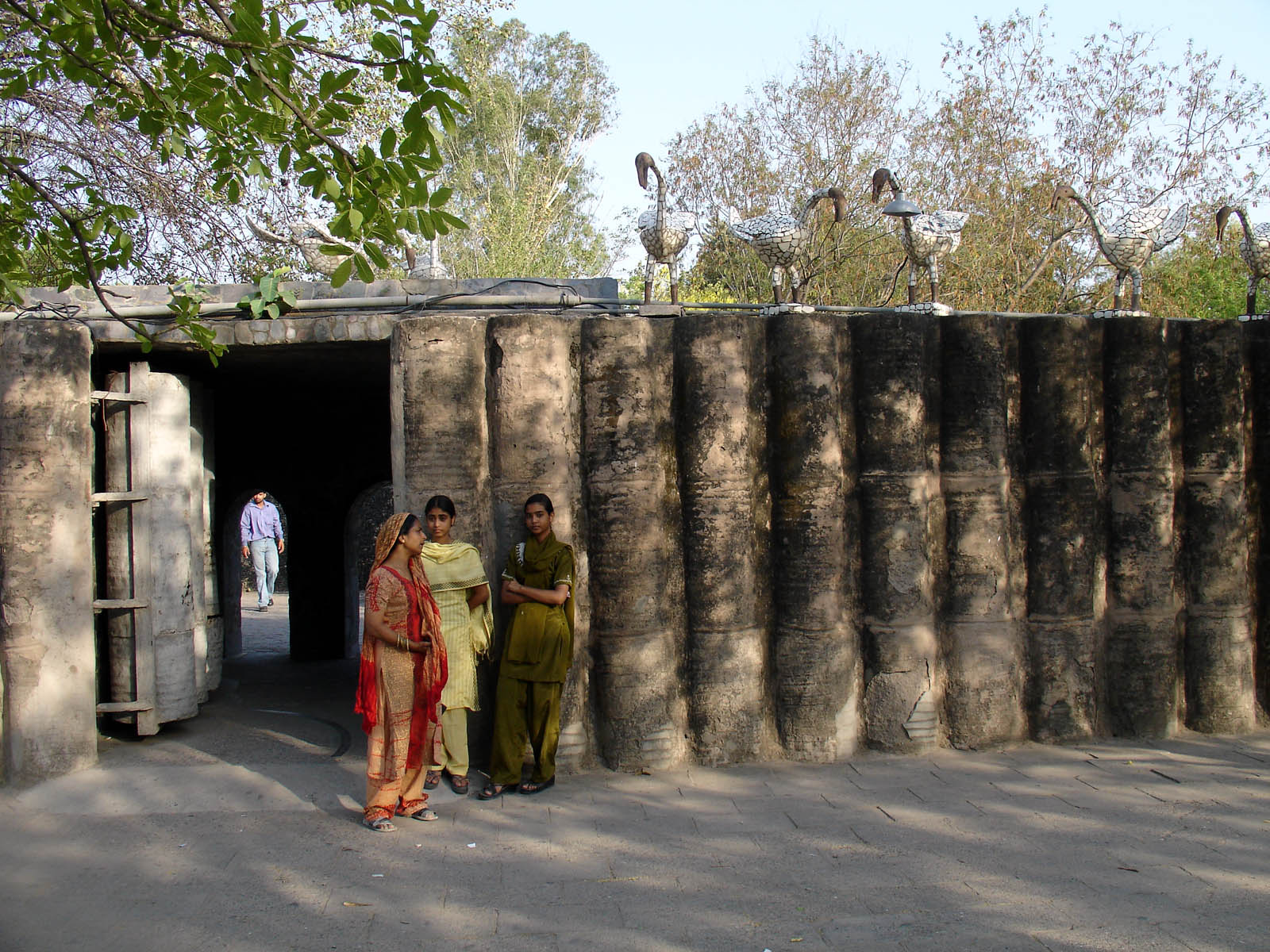
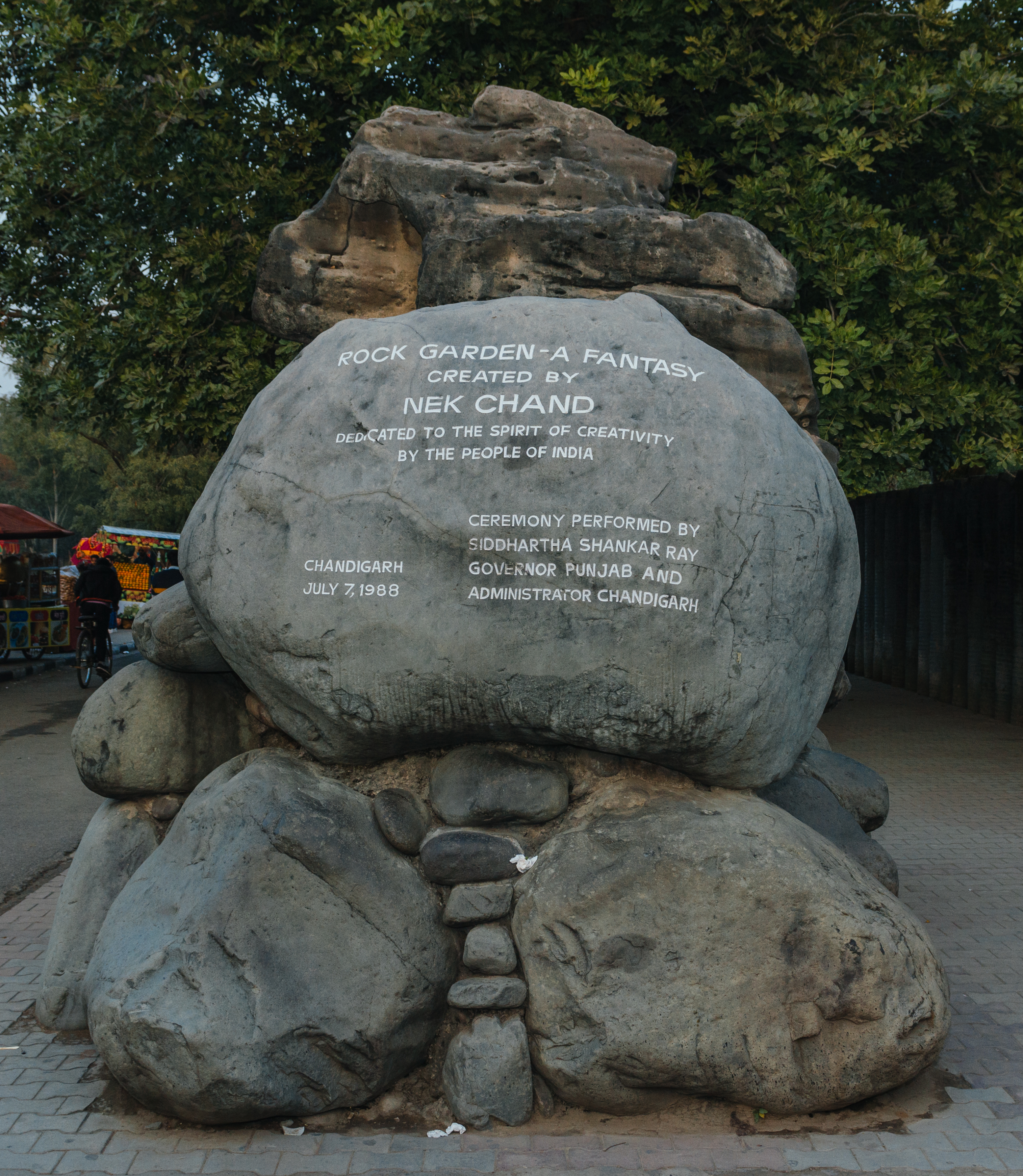
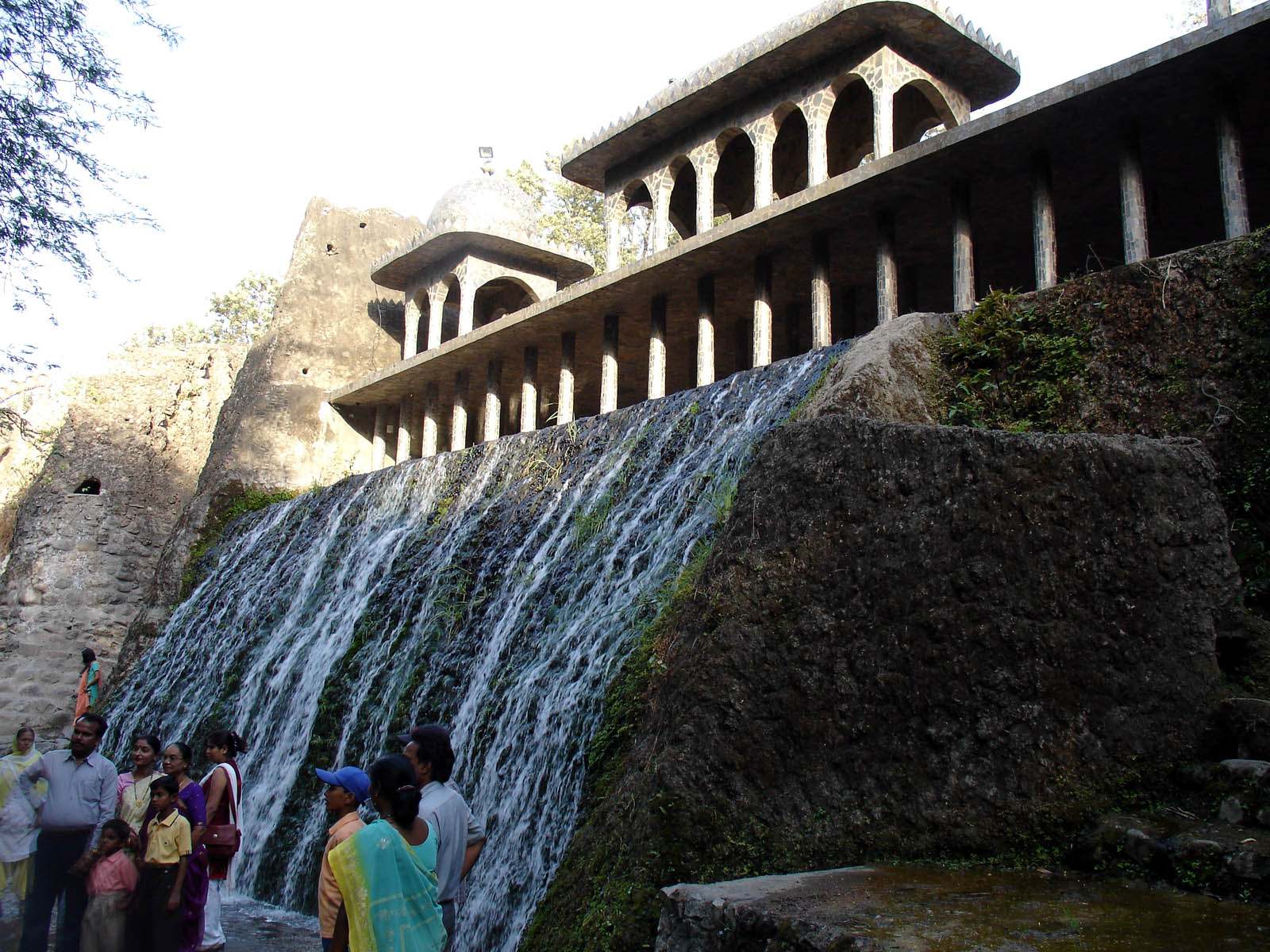
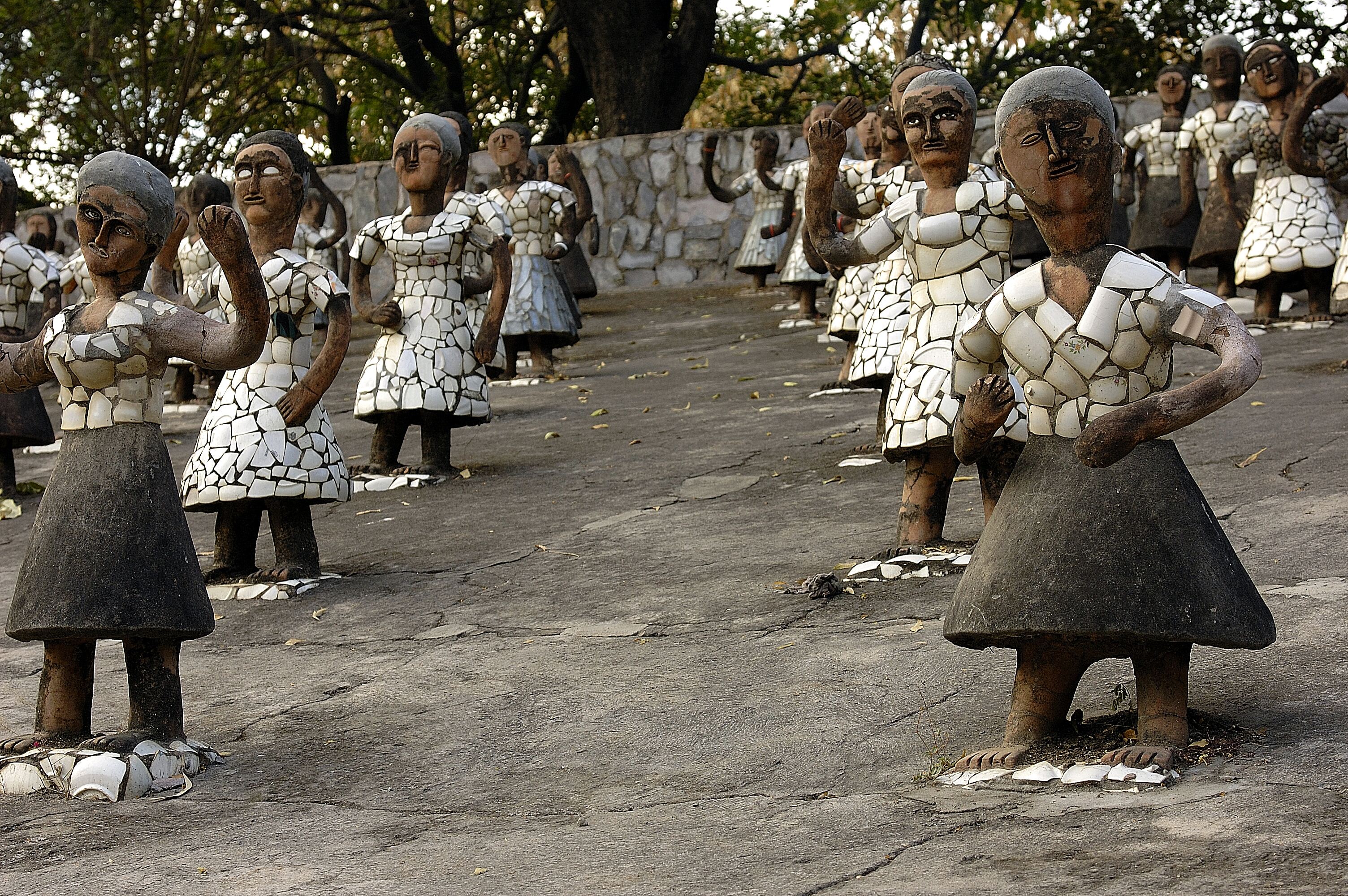
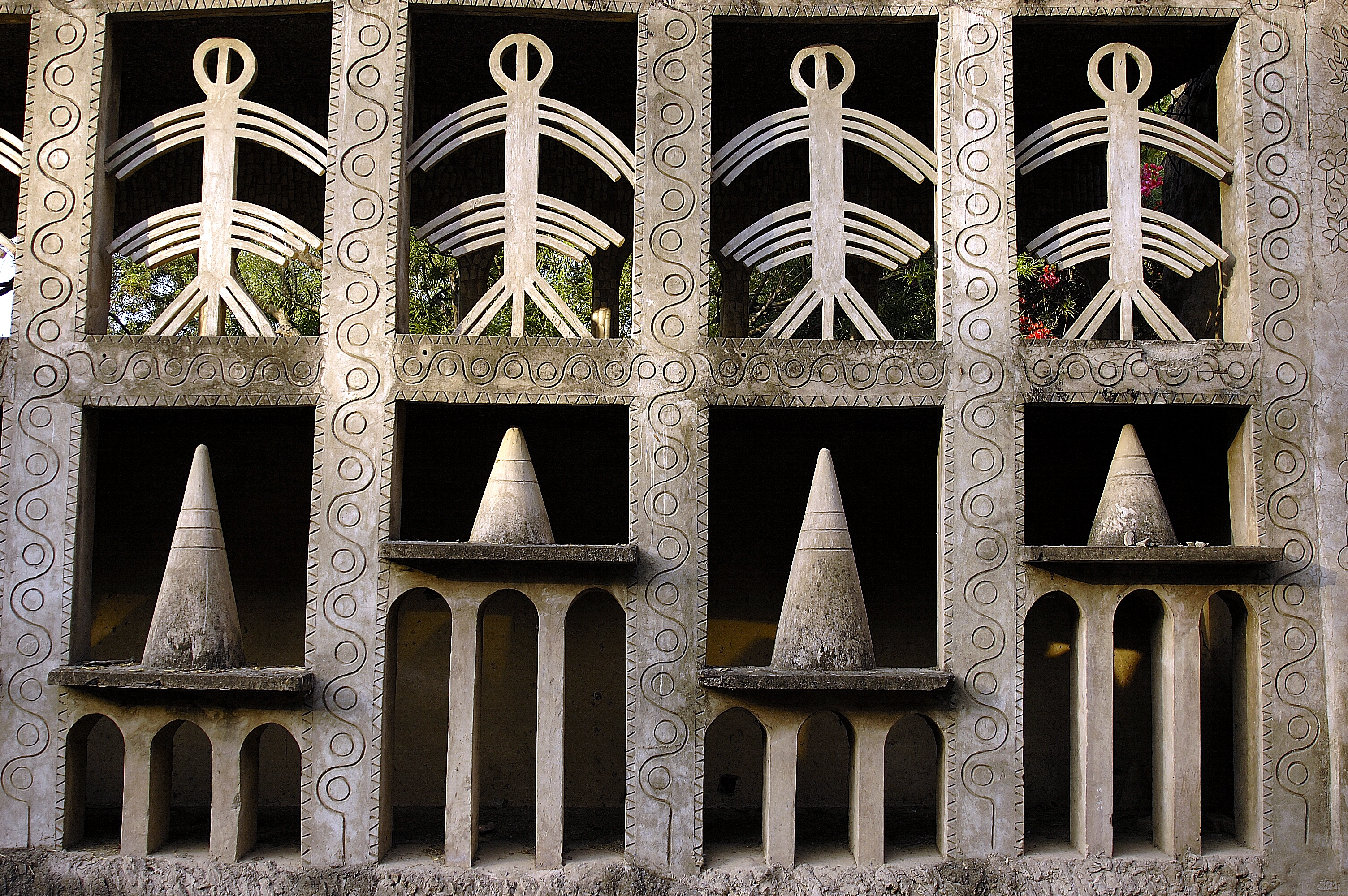